# Wereldkampioenschappen oriëntatieloop
De wereldkampioenschappen oriëntatieloop werd voor het eerst gehouden in 1966. Tot 2003 werd het elke twee jaar gehouden (met uitzondering van 1977 en 1978). Sinds 2003 is het een jaarlijkse wedstrijd.
In het begin waren er maar twee afstanden - een individuele wedstrijd en een estafette. In 1991 werd de korte afstand toegevoegd (ongeveer 25 minuten) en in 2001 de sprint.
De huidige afstanden tijdens de kampioenschappen zijn:
- Estafette
- Lange afstand - voorheen klassieke afstand
- Middellange afstand - voorheen korte afstand
- Sprint

## Gaststeden
| Jaar | Datum              | Land                           | Plaats               |
| ---- | ------------------ | ------------------------------ | -------------------- |
| 1966 | 1–2 oktober        | Finland                        | Fiskars              |
| 1968 | 28–29 september    | Zweden                         | Linköping            |
| 1970 | 27–29 september    | Duitse Democratische Republiek | Friedrichroda        |
| 1972 | 14–16 september    | Tsjecho-Slowakije              | Staré Splavy (Doksy) |
| 1974 | 20–22 september    | Denemarken                     | Silkeborg            |
| 1976 | 24–26 september    | Verenigd Koninkrijk            | Aviemore             |
| 1978 | 15–17 september    | Noorwegen                      | Kongsberg            |
| 1979 | 2–4 september      | Finland                        | Tampere              |
| 1981 | 4–6 september      | Zwitserland                    | Thun                 |
| 1983 | 1–4 september      | Hongarije                      | Zalaegerzeg          |
| 1985 | 4–6 september      | Australië                      | Bendigo              |
| 1987 | 3–5 september      | Frankrijk                      | Gérardmer            |
| 1989 | 17–20 augustus     | Zweden                         | Skaraborg            |
| 1991 | 21–25 augustus     | Tsjecho-Slowakije              | Marianske Lazne      |
| 1993 | 9–14 oktober       | Verenigde Staten               | West Point           |
| 1995 | 15–20 augustus     | Duitsland                      | Detmold              |
| 1997 | 11–16 augustus     | Noorwegen                      | Grimstad             |
| 1999 | 1–8 augustus       | Verenigd Koninkrijk            | Inverness            |
| 2001 | 4 augustus–29 juli | Finland                        | Tampere              |
| 2003 | 3–9 augustus       | Zwitserland                    | Rapperswil-Jona      |
| 2004 | 11–19 september    | Zweden                         | Västerås             |
| 2005 | 9–15 augustus      | Japan                          | Aichi                |
| 2006 | 1–5 augustus       | Denemarken                     | Aarhus               |
| 2007 | 18–26 augustus     | Oekraïne                       | Kiev                 |
| 2008 | 10–20 juli         | Tsjechië                       | Olomouc              |
| 2009 | 18–23 augustus     | Hongarije                      | Miskolc              |
| 2010 | 8–15 augustus      | Noorwegen                      | Trondheim            |
| 2011 | 13–20 augustus     | Frankrijk                      | Savoie               |
| 2012 | 14–22 juli         | Zwitserland                    | Lausanne             |
| 2013 | 6–14 juli          | Finland                        | Vuokatti             |
| 2014 | 5–13 juli          | Italië                         | Asiago-Lavarone      |
| 2015 | 1–7 augustus       | Verenigd Koninkrijk            | Inverness            |
| 2016 | 20–28 augustus     | Zweden                         | Strömstad-Tanum      |
| 2017 | 1–7 juli           | Estland                        | Tartu                |
| 2018 | 4–11 augustus      | Letland                        | Riga                 |
| 2019 | 13–17 augustus     | Noorwegen                      | Østfold              |
| 2021 | 4–9 juli           | Tsjechië                       | Doksy                |
| 2022 | 26–30 juni         | Denemarken                     | Trekanten            |
| 2023 | 11–16 juli         | Zwitserland                    | Graubünden           |
| 2024 |                    | Verenigd Koninkrijk            | Edinburgh            |
| 2025 |                    | Finland                        | Kuopio               |

## Individueel/Klassiek/Lang
Deze afstand werd van 1966 tot 1989 Individueel genoemd en Klassiek van 1991 tot 2001. Vanaf 2003 wordt het Lange afstand genoemd.

### Mannen
| Jaar | Goud                  | Zilver                   | Brons                    | Afstand              |
| ---- | --------------------- | ------------------------ | ------------------------ | -------------------- |
| 1966 | NOR Åge Hadler        | FIN Aimo Tepsell         | SWE Anders Morelius      | 14,1 km, 11 controls |
| 1968 | SWE Kalle Johansson   | SWE Sture Björk          | NOR Åge Hadler           | 14,7 km, 18 controls |
| 1970 | NOR Stig Berge        | SUI Karl John            | SUI Dieter Hulliger      | 14,5 km, 19 controls |
| 1972 | NOR Åge Hadler        | NOR Stig Berge           | SWE Bernt Frilén         | 13,5 km, 18 controls |
| 1974 | SWE Bernt Frilén      | NOR Jan Fjærestad        | NOR Eystein Weltzien     | 15,9 km, 26 controls |
| 1976 | NOR Egil Johansen     | SWE Rolf Pettersson      | NOR Svein Jacobsen       | 15,5 km, 24 controls |
| 1978 | NOR Egil Johansen     | FIN Risto Nuuros         | FIN Simo Nurminen        | 15,7 km, 21 controls |
| 1979 | NOR Øyvin Thon        | NOR Egil Johansen        | NOR Tore Sagvolden       | 15,1 km, 16 controls |
| 1981 | NOR Øyvin Thon        | NOR Tore Sagvolden       | NOR Morten Berglia       | 14,1 km, 18 controls |
| 1983 | NOR Morten Berglia    | NOR Øyvin Thon           | NOR Sigurd Dæhli         | 14,0 km, 24 controls |
| 1985 | FIN Kari Sallinen     | NOR Tore Sagvolden       | NOR Egil Iversen         | 15,2 km, 23 controls |
| 1987 | SWE Kent Olsson       | NOR Tore Sagvolden       | SUI Urs Flühmann         | 14,6 km, 21 controls |
| 1989 | NOR Petter Thoresen   | SWE Kent Olsson          | NOR Håvard Tveite        | 17,7 km, 24 controls |
| 1991 | SWE Jörgen Mårtensson | SWE Kent Olsson          | URS Sixten Sild          | 17,4 km, 25 controls |
| 1993 | DEN Allan Mogensen    | SWE Jörgen Mårtensson    | NOR Petter Thoresen      | 13,5 km, 19 controls |
| 1995 | SWE Jörgen Mårtensson | FIN Janne Salmi          | DEN Carsten Jörgensen    | 16,2 km, 30 controls |
| 1997 | NOR Petter Thoresen   | SWE Jörgen Mårtensson    | NOR Kjetil Bjørlo        | 13,7 km, 24 controls |
| 1999 | NOR Bjørnar Valstad   | NOR Carl-Henrik Bjørseth | SUI Alain Berger         | 15,7 km, 25 controls |
| 2001 | NOR Jørgen Rostrup    | FIN Jani Lakanen         | NOR Carl Henrik Bjørseth | 14,4 km, 26 controls |
| 2003 | SUI Thomas Bührer     | UKR Yuri Omeltchenko     | SWE Emil Wingstedt       | 16,7 km, 34 controls |
| 2004 | NOR Bjørnar Valstad   | SWE Mattias Karlsson     | NOR Holger Hott Johansen |                      |
| 2005 | RUS Andrej Khramov    | SUI Marc Lauenstein      | NOR Holger Hott Johansen | 12,9 km, 29 controls |
| 2006 | FIN Jani Lakanen      | SUI Marc Lauenstein      | RUS Andrey Khramov       |                      |
| 2007 | SUI Matthias Merz     | RUS Andrey Khramov       | NOR Anders Nordberg      |                      |
| 2008 | SUI Daniel Hubmann    | NOR Anders Nordberg      | FRA François Gonon       |                      |

### Vrouwen
| Jaar | Goud                              | Zilver                               | Brons                   | Afstand              |
| ---- | --------------------------------- | ------------------------------------ | ----------------------- | -------------------- |
| 1966 | SWE Ulla Lindkvist                | SUI Käthy Perch-Nielsen              | FIN Raila Hovi          | 6,6 km, 6 controls   |
| 1968 | SWE Ulla Lindkvist                | NOR Ingrid Hadler                    | SWE Kerstin Granstedt   | 7,8 km, 10 controls  |
| 1970 | NOR Ingrid Hadler                 | SWE Ulla Lindkvist                   | NOR Kristin Danielsen   | 7,5 km, 10 controls  |
| 1972 | HUN Sarolta Monspart              | FIN Pirjo Seppä                      | SWE Birgitta Larsson    | 7,1 km, 12 controls  |
| 1974 | DEN Mona Nørgaard                 | SWE Kristin Cullman                  | FIN Outi Borgenström    | 7,9 km, 14 controls  |
| 1976 | FIN Liisa Veijalainen             | SWE Kristin Cullman                  | SWE Anne Lundmark       | 8,9 km, 16 controls  |
| 1978 | NOR Anne Berit Eid                | FIN Liisa Veijalainen                | NOR Wenche Jacobsen     | 8,6 km, 14 controls  |
| 1979 | FIN Outi Borgenström              | FIN Liisa Veijalainen                | SWE Monica Andersson    | 8,3 km, 10 controls  |
| 1981 | SWE Annichen Kringstad            | NOR Brit Volden                      | SWE Karin Rabe          | 8,7 km, 12 controls  |
| 1983 | SWE Annichen Kringstad            | SWE Marita Skogum                    | FIN Annariita Kottonen  | 8,1 km, 18 controls  |
| 1985 | SWE Annichen Kringstad            | NOR Brit Volden                      | SWE Christina Blomqvist | 8,4 km, 14 controls  |
| 1987 | SWE Arja Hannus                   | SWE Karin Rabe                       | CZE Jana Galikova       | 8,8 km, 15 controls  |
| 1989 | SWE Marita Skogum                 | CZE Jana Galikova                    | URS Alida Abola         | 9,7 km, 15 controls  |
| 1991 | HUN Katalin Olah                  | SWE Christina Blomqvist              | CZE Jana Galikova       | 10,5 km, 16 controls |
| 1993 | SWE Marita Skogum                 | FIN Annika Viilo                     | GBR Yvette Hague        | 8,6 km, 14 controls  |
| 1995 | HUN Katalin Olah                  | GBR Yvette Hague FIN Eija Koskivaara |                         | 9,7 km, 21 controls  |
| 1997 | NOR Hanne Staff                   | SWE Katarina Borg                    | NOR Hanne Sandstad      | 8,7 km, 17 controls  |
| 1999 | FIN Kirsi Boström                 | NOR Hanne Staff                      | FIN Johanna Asklöf      | 10,3 km, 18 controls |
| 2001 | SUI Simone Luder                  | FIN Marika Mikkola                   | FIN Reeta Kolkkala      | 9,7 km, 17 controls  |
| 2003 | SUI Simone Luder                  | SWE Karolina Arevång Højsgaard       | SUI Brigitte Wolf       | 11,8 km, 19 controls |
| 2004 | SWE Karolina Arevång Højsgaard    | NOR Hanne Staff                      | FIN Marika Mikkola      |                      |
| 2005 | SUI Simone Niggli-Luder           | FIN Heli Jukkola                     | SUI Vroni König-Salmi   |                      |
| 2006 | SUI Simone Niggli-Luder           | NOR Marianne Andersen                | CZE Dana Brozková       |                      |
| 2007 | FIN Heli Jukkola FIN Minna Kauppi |                                      | SUI Simone Niggli       |                      |
| 2008 | CZE Dana Brožková                 | NOR Marianne Andersen                | SWE Annika Billstam     |                      |

## Kort
Deze afstand werd gehouden van 1991 tot en met 2001, daarna werd het vervangen door de middellange afstand.

### Mannen
| Jaar | Goud                 | Zilver                | Brons                | Afstand             |
| ---- | -------------------- | --------------------- | -------------------- | ------------------- |
| 1991 | CZE Petr Kozak       | SWE Kent Olsson       | SWE Martin Johansson | 5,8 km, 10 controls |
| 1993 | NOR Petter Thoresen  | FIN Timo Karppinen    | SWE Martin Johansson | 4,7 km, 14 controls |
| 1995 | UKR Yuri Omeltchenko | SWE Jörgen Mårtensson | NOR Bjørnar Valstad  | 5,6 km, 18 controls |
| 1997 | FIN Janne Salmi      | FIN Timo Karppinen    | NOR Bjørnar Valstad  | 4,2 km, 16 controls |
| 1999 | NOR Jørgen Rostrup   | FIN Juha Peltola      | FIN Janne Salmi      | 4,5 km, 17 controls |
| 2001 | FIN Pasi Ikonen      | NOR Tore Sandvik      | NOR Jørgen Rostrup   | 4,1 km, 15 controls |

### Vrouwen
| Jaar | Goud                    | Zilver              | Brons                               | Afstand             |
| ---- | ----------------------- | ------------------- | ----------------------------------- | ------------------- |
| 1991 | CZE Jana Cieslarova     | CZE Ada Kucharova   | SWE Marita Skogum                   | 5,5 km, 9 controls  |
| 1993 | SWE Anna Bogren         | SWE Marita Skogum   | FIN Eija Koskivaara                 | 3,7 km, 11 controls |
| 1995 | SUI Marie-Luce Romanens | GBR Yvette Hague    | SWE Marlena Jansson SWE Anna Bogren | 4,6 km, 14 controls |
| 1997 | AUT Lucie Böhm          | NOR Hanne Sandstad  | NOR Hanne Staff                     | 3,3 km, 13 controls |
| 1999 | GBR Yvette Baker        | AUT Lucie Böhm      | GER Frauke Schmitt Gran             | 3,6 km, 13 controls |
| 2001 | NOR Hanne Staff         | SWE Jenny Johansson | SWE Gunilla Svärd                   | 3,6 km, 11 controls |

## Middellange afstand
Deze afstand werd vanaf 2003 gelopen.

### Mannen
| Jaar | Goud                     | Zilver               | Brons                   | Afstand             |
| ---- | ------------------------ | -------------------- | ----------------------- | ------------------- |
| 2003 | FRA Thierry Gueorgiou    | NOR Bjørnar Valstad  | NOR Øystein Kristiansen | 5,0 km, 21 controls |
| 2004 | FRA Thierry Gueorgiou    | RUS Valentin Novikov | NOR Anders Nordberg     |                     |
| 2005 | FRA Thierry Gueorgiou    | DEN Chris Terkelsen  | FIN Jarkko Huovila      |                     |
| 2006 | NOR Holger Hott Johansen | FIN Jarkko Huovila   | GBR Jamie Stevenson     |                     |
| 2007 | FRA Thierry Gueorgiou    | FIN Tero Fohr        | RUS Valentin Novikov    |                     |
| 2008 | FRA Thierry Gueorgiou    | CZE Michal Smola     | RUS Valentin Novikov    |                     |
| 2009 | FRA Thierry Gueorgiou    | SUI Daniel Hubmann   | SUI Matthias Merz       |                     |

### Vrouwen
| Jaar | Goud                    | Zilver                | Brons                 | Afstand             |
| ---- | ----------------------- | --------------------- | --------------------- | ------------------- |
| 2003 | SUI Simone Luder        | NOR Hanne Staff       | FIN Heli Jukkola      | 4,5 km, 18 controls |
| 2004 | NOR Hanne Staff         | RUS Tatjana Ryabkina  | FIN Heli Jukkola      |                     |
| 2005 | SUI Simone Niggli-Luder | SWE Jenny Johansson   | FIN Minna Kauppi      |                     |
| 2006 | SUI Simone Niggli-Luder | NOR Marianne Andersen | RUS Tanja Riabkina    |                     |
| 2007 | SUI Simone Niggli       | FIN Heli Jukkola      | NOR Marianne Andersen |                     |
| 2008 | FIN Minna Kauppi        | SUI Vroni König-Salmi | CZE Radka Brožková    |                     |
| 2009 | CZE Dana Brožková       | NOR Marianne Andersen | SUI Simone Niggli     |                     |

## Sprint
Deze afstand werd voor het eerst gelopen in 2001.

### Mannen
| Jaar | Goud                  | Zilver             | Brons                 | Afstand              |
| ---- | --------------------- | ------------------ | --------------------- | -------------------- |
| 2001 | SWE Jimmy Birklin     | FIN Pasi Ikonen    | SWE Jörgen Olsson     | 2,66 km, 12 controls |
| 2003 | GBR Jamie Stevenson   | CZE Rudolf Ropek   | FRA Thierry Gueorgiou | 2,8 km, 18 controls  |
| 2004 | SWE Niklas Jonasson   | SWE Håkan Eriksson | UKR Jurij Omeltsjenko |                      |
| 2005 | SWE Emil Wingstedt    | SUI Daniel Hubmann | FIN Jani Lakanen      | 14 controls          |
| 2006 | SWE Emil Wingstedt    | SUI Daniel Hubmann | DEN Claus Bloch       |                      |
| 2007 | FRA Thierry Gueorgiou | SUI Matthias Merz  | SWE Martin Johansson  |                      |
| 2008 | RUS Andrey Khramov    | SUI Daniel Hubmann | SWE Martin Johansson  |                      |
| 2009 | RUS Andrey Khramov    | SUI Fabian Hertner | SUI Daniel Hubmann    |                      |

### Vrouwen
| Jaar | Goud                       | Zilver                         | Brons                    | Afstand              |
| ---- | -------------------------- | ------------------------------ | ------------------------ | -------------------- |
| 2001 | SUI Vroni König-Salmi      | FIN Johanna Asklöf             | SUI Simone Luder         | 2,24 km, 10 controls |
| 2003 | SUI Simone Luder           | SUI Marie-Luce Romanens        | SWE Jenny Johansson      | 2,6 km, 17 controls  |
| 2004 | SUI Simone Niggli-Luder    | SWE Karolina Arevång Højsgaard | NOR Elisabeth Ingvaldsen |                      |
| 2005 | SUI Simone Niggli-Luder    | NOR Anne Margrethe Hausken     | GBR Heather Monro        |                      |
| 2006 | AUS Hanny Allston          | SUI Simone Niggli-Luder        | SWE Kajsa Nilsson        |                      |
| 2007 | SUI Simone Niggli          | FIN Minna Kauppi               | SWE Lena Eliasson        |                      |
| 2008 | NOR Anne Margrethe Hausken | FIN Minna Kauppi               | SWE Helena Jansson       |                      |
| 2009 | SWE Helena Jansson         | SWE Linea Gustafsson           | SUI Simone Niggli        |                      |

## Estafette
Bij de mannen werd tot en met 2001 met teams van vier atleten gelopen, dit werd daarna veranderd tot drie. Bij de vrouwen werd tot 1979 met drie atleten gelopen, van 1981 tot en met 2001 werd er met vier teams van vier vrouwen gelopen. Vanaf 2003 is dit weer terug gebracht naar drie.

### Mannen
| Jaar | Goud                                                                        | Zilver                                                                          | Brons                                                                            |
| ---- | --------------------------------------------------------------------------- | ------------------------------------------------------------------------------- | -------------------------------------------------------------------------------- |
| 1966 | Zweden Bertil Norman Karl Johansson Anders Morelius Göran Öhlund            | Finland Erkki Kohvakka Rolf Koskinen Juhani Salmenkylä Aimo Tepsel              | Noorwegen Dagfinn Olsen Ola Skarholt Åge Hadler Stig Berge                       |
| 1968 | Zweden Sture Björk Karl Johansson Sten-Olof Carlström Göran Öhlund          | Finland Rolf Koskiainen Veijo Tahvanainen Juhani Salmenkylä Markku Salminen     | Noorwegen Per Fosser Ola Skarholt Stig Berge Åge Hadler                          |
| 1970 | Noorwegen Ola Skarholt Stig Berge Per Fosser Åge Hadler                     | Zweden Björn Nordin Karl Johansson Sture Björk Bernt Frilén                     | Tsjecho-Slowakije Zdenek Lenhart Bohuslav Beranek Jaroslav Jasek Svatoslav Galik |
| 1972 | Zweden Lennart Carlström Rolf Pettersson Arne Johansson Bernt Frilen        | Zwitserland Dieter Hulliger Dieter Wolf Bernard Marti Karl John                 | Hongarije Zoltan Boros Janos Soter Geza Vajda András Hegedüs                     |
| 1974 | Zweden Rolf Pettersson Gunnar Ohlund Arne Johansson Bernt Frilen            | Finland Hannu Makirinta Markku Salminen Risto Nuuros Seppo Väli-Klemelä         | Noorwegen Svein Jacobsen Jan Fjaerestad Ivar Formo Eystein Weltzien              |
| 1976 | Zweden Erik Johansson Gert Pettersson A. Johansson Rolf Pettersson          | Noorwegen Jan Fjærestad Øystein Halvorsen Svein Jacobsen Egil Johansen          | Finland Hannu Makirinta Markku Salminen Matti Makinen Kimmo Rauhamäki            |
| 1978 | Noorwegen Jan Fjærestad Sven Jacobsen Egil Johansen Eystein Weltzien        | Zweden Rolf Pettersson Lars Lonnkvist Kjell Lauri Olle Nabo                     | Finland Urho Kujala Jorma Karvonen Simo Nurminen Risto Nuuros                    |
| 1979 | Zweden Rolf Pettersson Kjell Lauri Lars Lonnkvist Bjorn Rosendahl           | Finland Seppo Keskinarkaus Hannu Kottonen Risto Nuuros Ari Anjala               | Tsjecho-Slowakije Petr Uher Zdenek Lenhart Jiri Tichacek Jaroslav Kacmarcik      |
| 1981 | Noorwegen Øyvin Thon Harald Thon Tore Sagvolden Sigurd Dæhli                | Zweden Lars-Henrik Undeland Bengt Levin Jörgen Mårtensson Lars Lönnkvist        | Finland Kari Sallinen Ari Anjala Seppo Rytkonen Hannu Kottonen                   |
| 1983 | Noorwegen Morten Berglia Øyvin Thon Tore Sagvolden Harald Thon              | Tsjecho-Slowakije V. Uchytil Pavel Ditrych Josef Pollák Jaroslav Kacmarcik      | Zweden Bengt Levin Kjell Lauri Lars Lonnkvist Kent Olsson                        |
| 1985 | Noorwegen Morten Berglia Atle Hansen Tore Sagvolden Øyvin Thon              | Zweden Lars Palmqvist Michael Wehlin Kjell Lauri Jörgen Mårtensson              | Zwitserland Willi Müller Martin Howald Urs Fluhmann Alain Gafner                 |
| 1987 | Noorwegen Morten Berglia Håvard Tveite Tore Sagvolden Øyvin Thon            | Zwitserland Markus Stappung Stefan Bolliger Kaspar Öttli Urs Flühmann           | Zweden Kent Olsson Hans Melin Jörgen Mårtensson Michael Wehlin                   |
| 1989 | Noorwegen Øyvin Thon Rolf Vestre Petter Thoresen Håvard Tveite              | Zweden Kent Olsson Michael Wehlin Jörgen Mårtensson Håkan Eriksson              | Finland Keijo Parkkinen Ari Kattainen Peter Ivars Reijo Mattinen                 |
| 1991 | Zwitserland Thomas Bührer Alain Berger Urs Flühmann Christian Aebersold     | Noorwegen Petter Thoresen Bjørnar Valstad Rolf Vestre Håvard Tveite             | Finland Reijo Mattinen Ari Anjala Miko Kuisma Keijo Parkkinen                    |
| 1993 | Zwitserland Dominik Humbel Christian Aebersold Urs Flühmann Thomas Bührer   | Verenigd Koninkrijk Jonathan Musgrave Martin Bagness Stephen Palmer Steven Hale | Finland Keijo Parkkinen Mika Kuisma Petri Forsman Timo Karppinen                 |
| 1995 | Zwitserland Alain Berger Daniel Hotz Christian Aebersold Thomas Bührer      | Finland Keijo Parkkinen Reijo Mattinen Timo Karppinen Janne Salmi               | Zweden Lars Holmqvist Jimmy Birklin Johan Ivarsson Jörgen Mårtensson             |
| 1997 | Denemarken Torben Skovlyst Carsten Jørgensen Chris Terkelsen Allan Mogensen | Finland Timo Karppinen Juha Peltola Mikael Boström Janne Salmi                  | Noorwegen Håvard Tveite Bjørnar Valstad Kjetil Bjørlo Petter Thoresen            |
| 1999 | Noorwegen Tore Sandvik Bernt Bjørnsgaard Petter Thoresen Bjørnar Valstad    | Finland Jani Lakanen Juha Peltola Mikael Boström Janne Salmi                    | Zweden Jimmy Birklin Håkan Eriksson Jörgen Olsson Johan Ivarsson                 |
| 2001 | Finland Jani Lakanen Jarkko Huovila Juha Peltola Janne Salmi                | Noorwegen Bernt Bjørnsgaard Carl Henrik Bjørseth Tore Sandvik Bjørnar Valstad   | Tsjechië Michal Horacek Michal Jedlicka Radek Novotny Rudolf Ropek               |
| 2003 | Zweden Niclas Jonasson Mattias Karlsson Emil Wingstedt                      | Finland Jani Lakanen Jarkko Huovila Mats Haldin                                 | Verenigd Koninkrijk Daniel Marston Jon Duncan Jamie Stevenson                    |
| 2004 | Noorwegen Bjørnar Valstad Øystein Kristiansen Jørgen Rostrup                | Rusland Mikhail Mamlejev Andrej Khramov Valentin Novikov                        | Zweden Mattias Karlsson Emil Wingstedt Niclas Jonasson                           |
| 2005 | Noorwegen Holger Hott Johansen Øystein Kristiansen Jørgen Rostrup           | Frankrijk François Gonon Damien Renard Thierry Gueorgiou                        | Zwitserland Matthias Merz Marc Lauenstein Daniel Hubmann                         |
| 2006 | Rusland Roman Efimov Andrey Khramov Valentin Novikov                        | Finland Mats Haldin Jarkko Huovila Jani Lakanen                                 | Zweden Niclas Jonasson Emil Wingstedt Mattias Karlsson                           |
| 2007 | Rusland Roman Efimov Andrey Khramov Valentin Novikov                        | Zweden Peter Oberg David Andersson Emil Wingstedt                               | Finland Mats Haldin Pasi Ikonen Tero Fohr                                        |
| 2008 | Verenigd Koninkrijk Graham Gristwood Jon Duncan Jamie Stevenson             | Rusland Dmitriy Tsvetkov Andrey Khramov Valentin Novikov                        | Zwitserland Baptiste Rollier Matthias Merz Daniel Hubmann                        |

### Vrouwen
| Jaar | Goud                                                                               | Zilver                                                                           | Brons                                                                              |
| ---- | ---------------------------------------------------------------------------------- | -------------------------------------------------------------------------------- | ---------------------------------------------------------------------------------- |
| 1966 | Zweden Kerstin Granstedt Eivor Steen-Olsson Gunborg Ahling                         | Finland Anja Meldo Pirjo Ruotsalainen Raila Hovi                                 | Noorwegen Astrid Hansen Ragnhild Kristensen Ingrid Thoresen                        |
| 1968 | Noorwegen Astrid Rødmyr Astrid Hansen Ingrid Hadler                                | Zweden Gun-Britt Nyberg Kerstin Granstedt Ulla Lindkvist                         | Finland Pirjo Seppä Tuula Hovi Raila Kerkelä                                       |
| 1970 | Zweden Birgitta Larsson Eivor Steen-Olsson Ulla Lindkvist                          | Hongarije Magda Horvath Agnes Hegedüs Sarolta Monspart                           | Noorwegen Astrid Rødmyr Kristin Danielsen Ingrid Hadler                            |
| 1972 | Finland Sinikka Kukkonen Pirjo Seppa Liisa Veijalainen                             | Zweden Brigitta Johansson Ulla Lindkvist Birgitta Larsson                        | Tsjecho-Slowakije Nada Mertova Renata Vlachova Anna Hanzlova                       |
| 1974 | Zweden Birgitta Larsson Monica Andersson Kristin Cullman                           | Noorwegen Kristin Danielsen Ingrid Hadler Linda Verde                            | Tsjecho-Slowakije Dana Prochazkova Anna Handzlova Renata Vlachova                  |
| 1976 | Zweden Ingrid Ohlsson Kristin Cullman Anne Lundmark                                | Finland Outi Borgenström Sinikka Kukkonen Liisa Veijalainen                      | Hongarije Iren Rostas Magda Kovacs Sarolta Monspart                                |
| 1978 | Finland Outi Borgenström Marita Ruoho Liisa Veijalainen                            | Zweden Eva Moberg Karin Rabe Kristin Cullman                                     | Zwitserland Ruth Baumberger Ruth Humbel Hanni Fries                                |
| 1979 | Finland Leena Silvennoinen Leena Salmenkyla Liisa Veijalainen                      | Noorwegen Anne Berit Eid Astrid Carlson Brit Volden                              | Zweden Anna-Lena Axelsson Karin Rabe Monica Andersson                              |
| 1981 | Zweden Arja Hannus Barbro Lonnkvist Karin Rabe Annichen Kringstad                  | Finland Helena Mannervesi Marita Ruoho Liisa Veijalainen Outi Borgenström        | Zwitserland Ruth Schmid Annelies Meier Irene Bucher Ruth Humbel                    |
| 1983 | Zweden Karin Rabe Marita Skogum Kerstin Mansson Annichen Kringsta                  | Tsjecho-Slowakije Iva Kalibanova Eva Bartova Jana Hlavacova Ada Kucharova        | Denemarken M. Filskov Hanne Birke Karin Jexner Dorthe Hansen                       |
| 1985 | Zweden Karin Rabe Christina Blomqvist Kerstin Mansson Annichen Kringstad           | Noorwegen Raghnild Bratberg Hilde Tellesbø Helle Johansen Ellen-Sofie Olsvik     | Zwitserland Susanne Luscher Frauke Sonderegger Brigitte Zurcher Ruth Humbel        |
| 1987 | Noorwegen Raghnild Bratberg Raghnild Bente Andersen Ellen Sofie Olsvik Brit Volden | Zweden Arja Hannus Katarina Borg Marita Skogum Karin Rabe                        | Tsjecho-Slowakije Iva Kalibanova Iva Slaninova Ada Kucharova Jana Galikova         |
| 1989 | Zweden Karin Rabe Arja Hannus Kerstin Haglund Marita Skogum                        | Tsjecho-Slowakije Petra Wagnerova Jana Cieslarova Ada Kucharova Jana Galikova    | Finland Marja Liisa Portin Ulla Manttari Annika Viilo Eija Koskivaara              |
| 1991 | Zweden Arja Hannus Christina Blomqvist Marlena Jansson Marita Skogum               | Noorwegen Hanne Sandstad Heidi Arnesen Ragnhild Bratberg Ragnhild Bente Andersen | Tsjechië Marcela Kubatková Jana Galiková Ada Kucharová Jana Cieslarová             |
| 1993 | Zweden Anette Nilsson Marlena Jansson Anna Bogren Marita Skogum                    | Finland Johanna Tiira Kirsi Tiira Annika Viilo Eija oskivaara                    | Tsjechië Petra Novotná Maria Honzová Marcela Kubatková Jana Cieslarová             |
| 1995 | Finland Kirsi Tiira Reetta-Mari Kolkkala Eija Koskivaara Annika Viilo              | Zweden Anette Granstedt Maria Gustafsson Anna Bogren Marlena Jansson             | Tsjechië Petra Novotná Mária Honzová Marcela Kubatková Jana Cieslarová             |
| 1997 | Zweden Anna Bogren Gunilla Svärd Cecilia Nilsson Marlena Jansson                   | Noorwegen Torunn Fossli Sæthre Elisabeth Ingvaldsen Hanne Sandstad Hanne Staff   | Zwitserland Brigitte Wolf Marie-Luce Romanens Vroni König Sabrina Meister-Fesseler |
| 1999 | Noorwegen Birgitte Husebye Elisabeth Ingvaldsen Hanne Sandstad Hanne Staff         | Finland Reeta-Mari Kolkkala Sanna Nymalm Kirsi Tiira Johanna Asklöf              | Zweden Katarina Allberg Marlena Jansson Annette Granstedt Gunilla Svärd            |
| 2001 | Finland Reeta Kolkkala Liisa Anttila Marika Mikkola Johanna Asklöf                 | Zweden Katarina Allberg Jenny Johansseon Cecilia Nilsson Gunilla Svärd           | Noorwegen Birgitte Husebye Linda Antonsen Elisabeth Ingvaldsen Hanne Staff         |
| 2003 | Zwitserland Birgitte Wolf Vroni König-Salmi Simone Luder                           | Zweden Gunilla Svärd KKarolina Arevång Højsgaard Jenny Johansson                 | Noorwegen Elisabeth Ingvaldsen Birgitte Huseby Hanne Staff                         |
| 2004 | Zweden Gunilla Svärd Jenny Johansson Karolina A Höjsgaard                          | Finland Marika Mikkola Minna Kauppi Heli Jukkola                                 | Noorwegen Birgitte Husebye Elisabeth Ingvaldsen Hanne Staff                        |
| 2005 | Zwitserland Lea Müller Vroni König-Salmi Simone Niggli-Luder                       | Noorwegen Marianne Andersen Marianne Riddervold Anne Margrethe Hausken           | Zweden Jenny Johansson Karolina Arevång Højsgaard Emma Engstrand                   |
| 2006 | Finland Paula Haapakoski Heli Jukkola Minna Kauppi                                 | Zweden Jenny Johansson Kajsa Nilsson Karolina Arevång Højsgaard                  | Zwitserland Martina Fritschy Vroni König-Salmi Simone Niggli-Luder                 |
| 2007 | Finland Paula Haapakoski Heli Jukkola Minna Kauppi                                 | Zweden Annika Billstam Emma Engstrand Helena Jansson                             | Noorwegen Ingunn Hultgreen Weltzien Marianne Andersen Anne Margrethe Hausken       |
| 2008 | Finland Katri Lindeqvist Merja Rantanen Minna Kauppi                               | Rusland Galina Vinogradova Yulia Novikova Tatiana Ryabkina                       | Zweden Annika Billstam Sofie Johansson Helena Jansson                              |
| 2009 | Noorwegen Betty Ann Nilsen Anne Margrethe Hausken Marianne Andersen                | Zweden Karolina Arevång Højsgaard Kajsa Nilsson Helena Jansson                   | Finland Bodil Holmström Merja Rantanen Minna Kauppi                                |
| 2010 | Finland Anni-Maija Fincke Merja Rantanen Minna Kauppi                              | Noorwegen Elise Egseth Anne Margrethe Hausken Marianne Andersen                  | Zweden Annika Billstam Emma Claesson Helena Jansson                                |
| 2011 | Finland Anni-Maija Fincke Merja Rantanen Minna Kauppi                              | Tsjechië Martina Zverinova Eva Juřeníková Dana Brožková                          | Zweden Helena Jansson Tove Alexandersson Annika Billstam                           |
| 2012 | Zwitserland Ines Brodmann Judith Wyder Simone Niggli-Luder                         | Zweden Annika Billstam Helena Jansson Tove Alexandersson                         | Noorwegen Silje Ekroll Jahren Mari Fasting Anne Margrethe Hausken                  |